# مبنى ديلي نيوز
مبنى ديلي نيوز (ويُعرف أيضًا باسم مبنى الأخبار)  هو ناطحة سحاب تقع في 220 شرق شارع 42 في حي إيست ميدتاون بمانهاتن، مدينة نيويورك، الولايات المتحدة. البرج الأصلي، الذي صممه رايموند هود وجون ميد هاولز على طراز آرت ديكو وتم الانتهاء منه في عام 1930، كان واحدًا من عدة مشاريع كبيرة أُنشئت على شارع 42 خلال تلك الفترة. تم تشييد توسعة بنفس الطراز تقريبًا، صممها هاريسون وأبراموفيتز، واكتملت في عام 1960. عند افتتاحه، تلقّى المبنى آراء متباينة، ووُصف بأنه ذو تصميم نفعي. يُعد مبنى ديلي نيوز معلمًا تاريخيًا وطنيًا، كما أن واجهته الخارجية وردهته مُصنفتان كمعالم تاريخية بواسطة مدينة نيويورك.
يقع المبنى على قطعة أرض مستطيلة الشكل، يحدها من الجنوب شارع 41، ومن الشرق الجادة الثانية، ومن الشمال شارع 42. يتكون من برج مكون من 36 طابقًا بارتفاع يبلغ 476 قدمًا (145 مترًا)، إلى جانب منشأة طباعة من 14 طابقًا في شارع 41، ومُلحق من 18 طابقًا في شارع 42. يحتوي المبنى على مدخل ضخم من الجرانيت المنحوت في شارع 42 يؤدي إلى ردهة دائرية بها كرة أرضية دوّارة مرسومة. تنقسم الواجهة إلى فتحات نوافذ عمودية مفصولة بأقسام من الطوب الأبيض، مع ألواح من الطوب بين النوافذ في الطوابق المختلفة. يتضمن تصميم الكتلة العامة للمبنى تدرجات على الطوابق العليا.
بعد أن اشترت صحيفة نيويورك ديلي نيوز أرضًا في شارع 42 في فبراير 1928، كلف مؤسس الصحيفة جوزيف ميديل باترسون المعماريين هود وهاولز بتصميم مبنى هناك. قدّم المعماريون المخططات إلى مكتب المباني في مانهاتن في يونيو 1928، وبدأت الصحيفة بالانتقال إلى المبنى في فبراير 1930، وافتُتحت الردهة في يوليو من نفس العام. في عام 1944، قدمت الصحيفة خططًا لبناء الملحق، وبدأ العمل عليه في عام 1957 بعد شراء قطعة أرض إضافية. وفي عام 1982، باع مالك الصحيفة، تريبيون ميديا، المبنى إلى شراكة محدودة بقيادة صندوق لا سال ستريت. قلّصت الصحيفة مساحة مكاتبها تدريجيًا خلال العقد التالي قبل أن تغادر المبنى تمامًا في عام 1995، وتم تأجير المساحات لشركات أخرى. وفي عام 2003، اشترت شركة إس إل غرين العقارية المبنى، ثم باعت حصة جزئية منه إلى شركة ميريتز لإدارة الاستثمارات البديلة في عام 2021.